# Manuel Olaguer Feliú
Manuel Olaguer Feliú  (Ceuta, 27 de diciembre de 1759 -  La Coruña, 1824), ingeniero militar que llegó a ser Mariscal de Campo y Capitán General de Galicia. Participó en las guerras coloniales en el Reino de Chile y en el Virreinato del Perú.

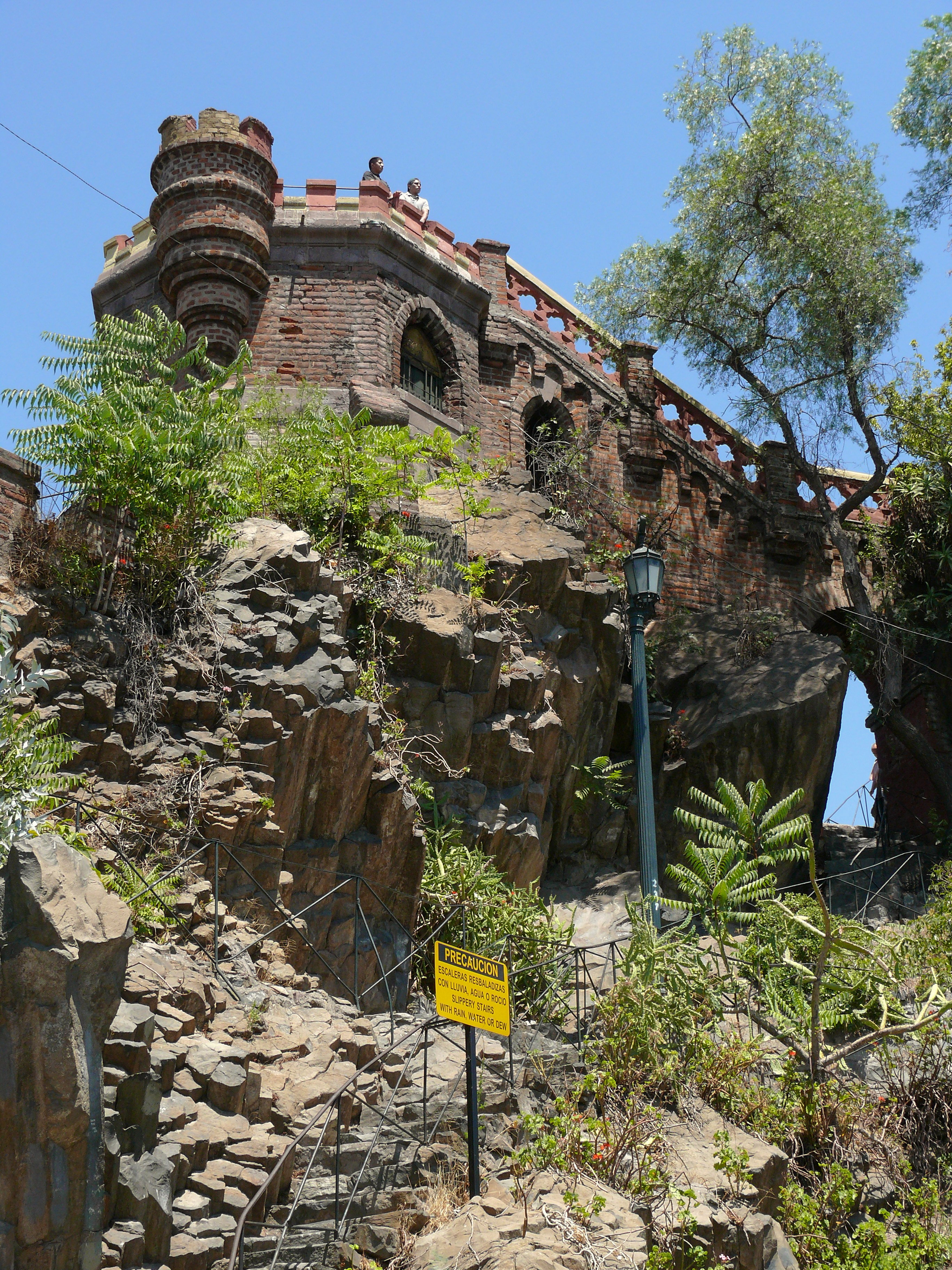
El Brigadier del Real Cuerpo de Ingenieros Manuel Olaguer Feliú, diseñó y construyó en el cerro Santa Lucia, dos fuertes o castillos, uno al norte y otro al sur del cerro y con capacidad para colocar ocho o doce cañones cada uno.

## Biografía
Nació el 27 de diciembre de 1759 en Ceuta, primo hermano de Antonio Olaguer Feliú, Virrey del Río de la Plata y Ministro de Guerra del Rey de España, Carlos IV. Como sus mayores, siguió la carrera militar, iniciándose como Cadete en el batallón fijo de Ceuta desde el 6/V/1770.

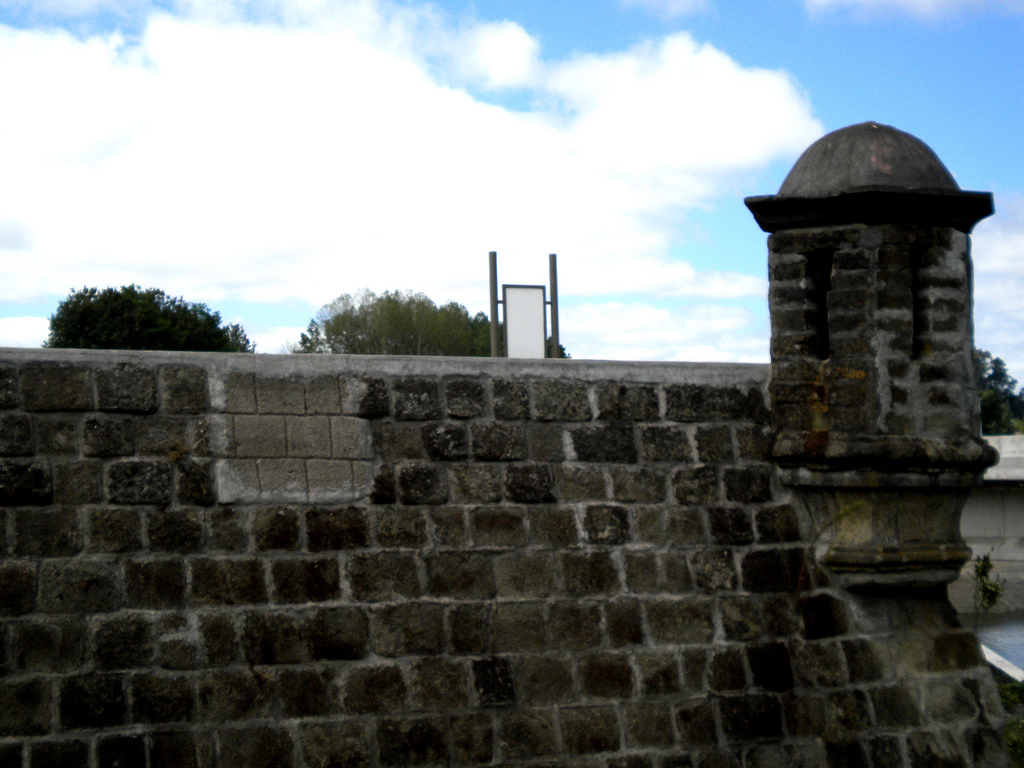
El Capitán del Real Cuerpo de Ingenieros Manuel Olaguer Feliú diseñó y, además, se realizaron bajo su dirección la construcción del Fuerte Reina Luisa.

En 1778 ascendió a Subteniente con plaza en el Real Cuerpo de Ingenieros. Se formó en Valencia, Madrid y Gibraltar. Actuó en la guerra contra Inglaterra (1781). 
En 1787, a fines del periodo de La Colonia en Chile, fue destinado por Real Orden a la ciudad de Valdivia, con el grado de Capitán de Ingenieros Reales. Más tarde se trasladó por disposición del Virrey del Perú a Chiloé (Chile), con la misión de reconocer las defensas. Permaneció allí dos años, interviniendo en la construcción del nuevo camino de comunicación entre Valdivia y Chiloé (1789). Regresó a Valdivia en noviembre de 1790.
Posteriormente, en 1792 y 1793 actuó en la pacificación del pueblo indígena Huilliche de la zona. Participó de la expedición que ocupó las ruinas de la antigua ciudad de Osorno (Chile) en agosto de 1793. Luego de ser refundada la ciudad, fue nombrado primer Gobernador del Gobierno de Osorno, Superintendente, Comandante Militar y Juez Ordinario por decreto de Ambrosio O'Higgins, Barón de Ballenary y Marqués de Osorno (16/I/1796). 
En forma simultánea se realizó bajo su dirección la construcción de dos fortificaciones en piedra, una en la ribera del Río Bueno bautizada como Fuerte San José de Alcudia, y la otra en Osorno a orillas del Río Rahue con el nombre de "San Luís", fortificación que luego sería conocida como Fuerte Reina Luisa (1794).
Volvió a Valdivia como director de fortificaciones, en donde realizó un nuevo trazado de la ciudad, que perduró hasta 1909.
Fue miembro de la Junta Extraordinaria de Gobierno de Valdivia (1807).
En 1809 el Coronel Manuel Olaguer Feliú asumió el mando del Real Cuerpo de Ingenieros, de la Subinspección de las milicias y de la Tenencia de la Capitanía General de Chile. En 1810 fue designado miembro de la Junta de Observación y Vigilancia por el presidente García Carrasco. En estos cargos, lo sorprendió el movimiento independentista ocurrido en Chile. Tomó posición a favor del Rey y participó en las reuniones en la casa del Conde de la Conquista para elaborar una estrategia contra los independentistas. Fue el candidato propuesto por el partido monárquico para ocupar la Presidencia del Reyno. Escribió un diario acerca de aquellos días aciagos, “Relación de lo ocurrido en el Reyno de Chile desde el 25 de mayo de 1810 hasta la erección de su junta guvernativa”, así como otras obras. Fue desterrado a Chillán y finalmente se le permitió exiliarse en Lima (Perú). 
El Virrey del Perú lo envió en la Fragata Thomas, en una expedición en auxilio del Ejército Realista del General Antonio Pareja, destinada a la recuperación de Chile, pero cayó prisionero con otros jefes en Talcahuano (1813). Se le devolvió la libertad en 1814.
Ocupó diversos cargos públicos, entre ellos en la junta convocada por Francisco Casimiro Marcó del Pont, último Capitán General de Chile.
Fue ascendido al grado de Brigadier por el Virrey del Perú, luego confirmado por el Rey.
En 1816 el Brigadier Manuel Olaguer Feliú procedió a trazar y construir en el Cerro Santa Lucía, en el borde oriental de la ciudad de Santiago de Chile, dos fuertes o castillos, uno al norte y otro al sur del cerro, de piedra y cal y con capacidad para colocar ocho o doce cañones cada uno. Además, diseñó y construyó un edificio anexo para depósito de municiones y albergue de la guarnición.
El 10 de agosto de 1816, el presidente Marcó del Pont lo comisionó para buscar y organizar un sitio para Campo de Marte, para instruir a las tropas. Se lo considera uno de los más distinguidos ingenieros militares de la historia de Chile.
Tras la derrota del ejército realista en Chacabuco por el Ejército de los Andes al mando del General José de San Martín, volvió luego al Perú, siendo el jefe de la flota de 11 barcos que trajo de regreso lo que quedaba del ejército español a El Callao.   
En diciembre de 1818 el Mariscal de Campo Manuel Olaguer Feliú, como Subinspector y Director del Real Cuerpo de Ingenieros del Virreinato del Perú, integró la Junta de Guerra presidida por el Virrey Pezuela. Posteriormente fue nombrado por el Virrey de La Serna miembro de la Junta de Pacificación del Perú, donde trataron con el General José de San Martín las condiciones de entrega de El Callao.
En 1819 fue nombrado por el rey caballero gran cruz de la Orden de San Hermenegildo. 
En España, a su regreso, fue Subinspector y Director del Real Cuerpo de Ingenieros en Galicia. Murió en La Coruña en 1824, siendo Capitán General de Galicia. Fue albacea testamentario su sobrino Ramón Olaguer Feliú.